# ドイツ連邦議会議長
ドイツ連邦議会議長（ドイツ語: Präsident des Deutschen Bundestages または Bundestagspräsident）は、ドイツ連邦議会を取り仕切る議長である。ドイツの儀礼上の序列においては、連邦大統領に次ぐ第2位であり、連邦首相より上になる。
現職はドイツキリスト教民主同盟のユリア・クレックナーで、2025年3月25日に選出された。

## 選出と慣例
議会には議長だけでなく他の会派から選出された複数の副議長（Vizepräsident des Deutschen Bundestages または Bundestagsvizepräsident）がいる。かつては副議長の人数は議会規則で定まっていなかったが、1994年にそれぞれの会派の代表として少なくとも一人の副議長が選出されるべきとされた。しかし、ドイツのための選択肢の副議長候補が第20回議会で選出されなかった。極右のドイツのための選択肢が被った拒否反応に対していくつかの論争が起こったが、連邦憲法裁判所は、たとえ議会規則により副議長が選出される権限が与えられていても、特定の議員が特定の候補に投票する義務はなく、多数決により決めねばならないという判決を下した。Presidium of the Bundestagは、議長と副議長により構成される。
第20回議会の副議長
- アイダン・エーツォウズ（ドイツ語版） (SPD)
- イフォンヌ・マグヴァス（ドイツ語版） (CDU/CSU)
- カトリン・ゲーリング＝エッカルト (同盟90/緑の党)
- ヴォルフガング・クビッキ（ドイツ語版） (FDP)
- ペトラ・パウ (左翼党)

## 法的な背景
役職の法的根拠は連邦議会が議長と副議長を選出し議会規則を定めることを規定したドイツ連邦共和国基本法Article 40にある。1952年の連邦憲法裁判所の判決により、議会規則は選挙ごとに新たに定めるものとされるが、たいていは変更されることなく再制定される。議会規則により議長の職務と副議長の職務、人数が定められている。

## 歴代議長
| 代 | 画像 | 氏名                           | 任期           | 任期           | 任期       | 政党/会派 | 会期               |
| 代 | 画像 | 氏名                           | 就任           | 退任           | 在職日数   | 政党/会派 | 会期               |
| -- | ---- | ------------------------------ | -------------- | -------------- | ---------- | --------- | ------------------ |
| 1  |      | エーリヒ・コーラー             | 1949年9月7日   | 1950年10月18日 | 1年, 41日  | CDU/CSU   | 1st                |
| 2  |      | ヘルマン・エーラース           | 1950年10月19日 | 1954年10月29日 | 4年, 10日  | CDU/CSU   | 1st, 2nd           |
| 3  |      | オイゲン・ゲルステンマイアー   | 1954年11月16日 | 1969年1月31日  | 14年, 76日 | CDU/CSU   | 2nd, 3rd, 4th, 5th |
| 4  |      | カイ＝ウヴェ・フォン・ハッセル | 1969年2月5日   | 1972年12月13日 | 3年, 312日 | CDU/CSU   | 6th                |
| 5  |      | アンネマリー・レンガー         | 1972年12月13日 | 1976年12月14日 | 4年, 1日   | SPD       | 7th                |
| 6  |      | カール・カルステンス           | 1976年12月14日 | 1979年5月31日  | 2年, 168日 | CDU/CSU   | 8th                |
| 7  |      | リヒャルト・シュトュックレン   | 1979年5月31日  | 1983年3月29日  | 3年, 302日 | CDU/CSU   | 8th, 9th           |
| 8  |      | ライナー・バルツェル           | 1983年3月29日  | 1984年10月25日 | 1年, 210日 | CDU/CSU   | 10th               |
| 9  |      | フィリップ・イェニンガー       | 1984年11月5日  | 1988年11月11日 | 4年, 6日   | CDU/CSU   | 10th, 11th         |
| 10 |      | リタ・ジュスムート             | 1988年11月25日 | 1998年10月26日 | 9年, 335日 | CDU/CSU   | 11th, 12th, 13th   |
| 11 |      | ヴォルフガング・ティールゼ     | 1998年10月26日 | 2005年10月18日 | 6年, 357日 | SPD       | 14th, 15th         |
| 12 |      | ノルベルト・ランメルト         | 2005年10月18日 | 2017年10月24日 | 12年, 6日  | CDU/CSU   | 16th, 17th, 18th   |
| 13 |      | ヴォルフガング・ショイブレ     | 2017年10月24日 | 2021年10月26日 | 4年, 2日   | CDU/CSU   | 19th               |
| 14 |      | ベーベル・バス                 | 2021年10月26日 | 2025年3月25日  | 3年, 150日 | SPD       | 20th               |
| 15 |      | ユリア・クレックナー           | 2025年3月25日  | 現職           | 4日        | CDU       | 21th               |